# Florence Arthaud
Florence Arthaud  (28 tháng 10 năm 1957 - 9 tháng 3 năm 2015) là một nữ thủy thủ người Pháp từ Boulogne-Billancourt. Cô là con gái của Jacques Arthaud, giám đốc nhà xuất bản Arthaud.
Ở tuổi 17, cô bị một tai nạn xe hơi nghiêm trọng, dẫn đến tê liệt. Cô nằm viện trong sáu tháng và mất 2 năm phục hồi. Cô có một con gái với Loïc Lingois, một thủy thủ chuyên nghiệp người Pháp. Năm 1990, cô giành Route du Rhum for Pierre 1er. Năm 1997, cô giành Transpacific với Bruno Peyron.
Năm 1990 Arthaud thành lập một kỷ lục thế giới mới cho thành tích đi thuyền buồm solo của nhanh nhất vượt Bắc Đại Tây Dương, đánh bại kỷ lục trước đó hai ngày. Trong năm 2014, cô đã tham gia chiến dịch thí điểm chống săn cá voi GrindStop của Sea Shepherd ở quần đảo Faroe.
Cô thiệt mạng trong vụ tai nạn máy bay trực thăng Villa Castelli ở Argentina tháng 3 năm 2015.